# Halicampus grayi
Halicampus grayi és una espècie de peix de la família dels singnàtids i de l'ordre dels singnatiformes.

## Morfologia
- Els mascles poden assolir 20 cm de longitud total.[1][2]

## Reproducció
És ovovivípar i el mascle transporta els ous en una bossa ventral, la qual es troba a sota de la cua.

## Depredadors
A les Filipines és depredat per Euthynnus affinis.

## Hàbitat
És un peix de clima tropical i associat als esculls de corall que viu fins als 100 m de fondària.

## Distribució geogràfica
Es troba al Golf d'Aden, Sri Lanka i, també, des del Golf de Tailàndia i Austràlia fins a Kyushu (Japó).